# Cratere Yablochkov
Yablochkov è un grande cratere lunare di 101,49 km situato nella parte nord-occidentale della faccia nascosta della Luna.